# كريستيانو تيكسيرا
كريستيانو تيكسيرا هو لاعب كرة قدم برازيلي في مركز الوسط، ولد في 15 مارس 1988 في فييرا دي سانتانا في البرازيل. لعب مع نادي فيغورينسي.